# Alphonse Castex
Ne doit pas être confondu avec Didier Castex, son frère ayant également une carrière de joueur de rugby à XV au poste d'arrière.

a Compétitions nationales et continentales officielles uniquement.

b Matchs officiels uniquement.
Alphonse Castex, né le 6 janvier 1899 à Dax et mort le 16 décembre 1969 à Saint-Paul-lès-Dax, est un joueur français de rugby à XV. 

## Biographie
Alphonse est issu d'une famille comprenant cinq frères ; notamment, son frère Didier pratique comme lui le rugby à XV,.
Il joue pour le Racing Club de France lorsqu'il est sélectionné en équipe de France olympique lors des Jeux olympiques d'été de 1920, pour l'unique match de la compétition perdu contre les États-Unis.
Il évolue en tant qu'arrière au sein de l'équipe de rugby à XV de l'US Dax, dont il occupera le rôle de capitaine dans les années 1920.
Après sa retraite de joueur, il occupe le poste de président de l'Union sportive dacquoise omnisports de 1940 à 1944.

## Famille
Alphonse est issu d'une famille comprenant cinq frères : lui-même, Gabriel, Octave, Maurice, et Didier,. Octave est connu pour sa carrière en cyclisme et en athlétisme, tandis que Didier pratique comme Alphonse le rugby à XV.
|                                                                                      |
| Alphonse Castex, dans une photographie de groupe de l'US Dax datée de décembre 1927. |

|                                                                                    |
| Didier Castex, dans une photographie de groupe de l'US Dax datée de décembre 1928. |